# 3001: A Laced Odyssey
3001: A Laced Odyssey è il primo album in studio del gruppo musicale statunitense Flatbush Zombies, pubblicato nel 2016.

## Tracce
1. The Odyssey – 6:03
2. Bounce – 4:01
3. R.I.P.C.D – 4:05
4. A Spike Lee Joint (featuring Anthony Flammia) – 4:15
5. Fly Away – 2:29
6. Ascension – 5:01
7. Smoke Break (Interlude)) – 2:04
8. Trade-Off – 4:09
9. Good Grief (featuring Diamante) – 4:31
10. New Phone, Who Dis? – 5:31
11. This Is It – 5:43
12. Your Favorite Rap Song – 12:59